# ナナ・メンベレ州
ナナ・メンベレ州（ナナ・マンベレ州とも、フランス語: Nana-Mambéré、サンゴ語: Nanä-Mbaere）は、中央アフリカ共和国の州。面積は26,600平方キロメートル、人口は約34万人（2021年推計）。国土の西部に位置し、西をカメルーンと接する。州都はブワル。州名は域内を流れるナナ川とマンベレ川に由来する。

## 歴史
1911年から1916年まではドイツ領カメルーンの一部だった。1961年1月23日、ブワル・バボア州（Bouar-Baboua）として設置された。1964年11月20日に現州名へ改称。

## 隣接州
- ウハム・ペンデ州
- オンベラ・ムポコ州
- マンベレ州
- 東部州 (カメルーン)
- アダマワ州 (カメルーン)

## 下位行政区画

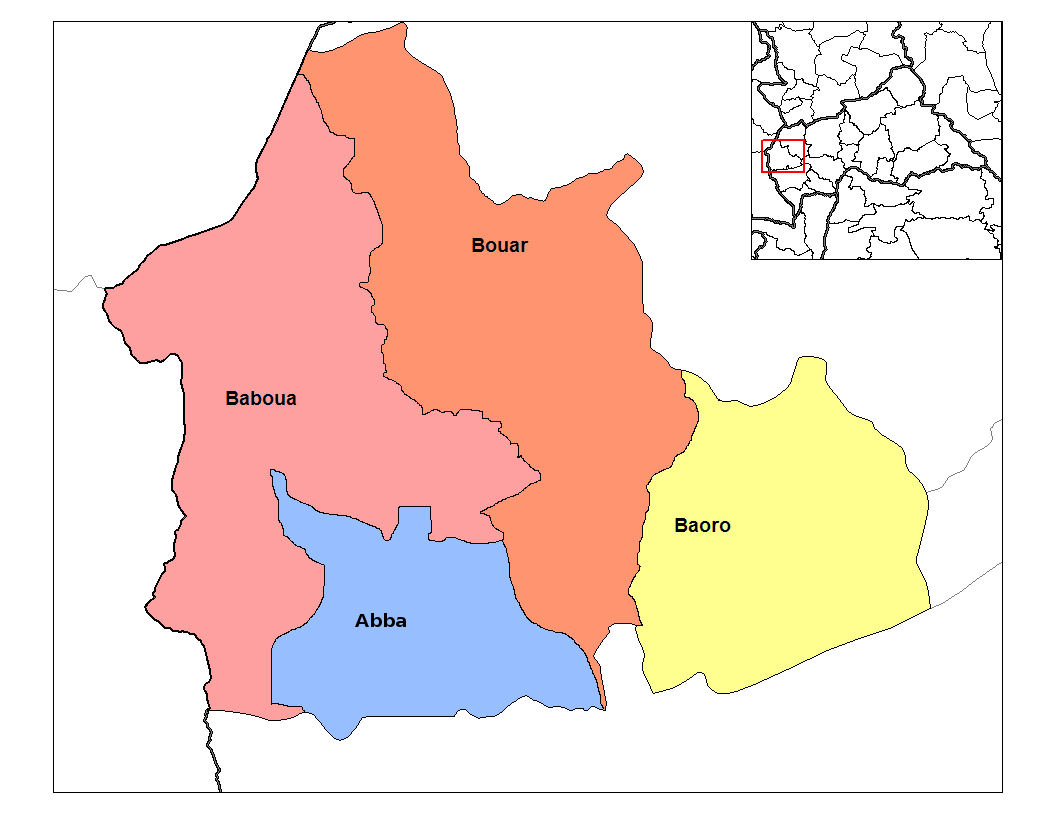
ナナ・メンベレ州の郡

4郡に分けられる。
- バボア（フランス語版）
- バオロ（フランス語版）
- ブワル
- アバ（フランス語版）